# KV56
La tumba KV56, situada en el Valle de los Reyes es conocida como la tumba de oro y fue descubierta por Edward R. Ayrton en enero de 1908 bajo el patrocinio de Theodore M.Davis, y aparentemente no había sido profanada. Contenía una caja con la momia deshecha de un niño de la familia real de finales de la dinastía XIX, probablemente una hija de Seti II y la reina Tausert, muerta a los cinco o seis años. Tanto la tumba como el ataúd se han desintegrado, y todo está cubierto con una capa de un centímetro de pan de oro y estuco. Se encontraron unos pequeños guantes llenos de anillos y un par de pulseras de plata, con los nombres de Seti II y Tausert inscritos, así como unos pendientes de oro también grabados con el nombre de Seti II. Uno de los anillos y varias jarritas eran recuerdos del ilustre antepasado, pues tenían inscrito el nombre de Ramsés II.
El destinatario original de esta tumba es desconocido, Charles Maspero creyó que era un escondrijo, ya que todos los objetos encontrados en la KV56 fueron tomados de KV14, la tumba de Tausert usurpada por Sethnajt. Cyril Aldred argüía que originalmente la tumba fue para el hijo de Sety II y Tausert. Basaba su teoría en el hecho de que cerca de la pared izquierda de una de las cámaras hay restos de estuco y oro que podrían ser del pequeño ataúd.
La tumba ha sido excavada de nuevo por el Amarna Royal Tombs Project.

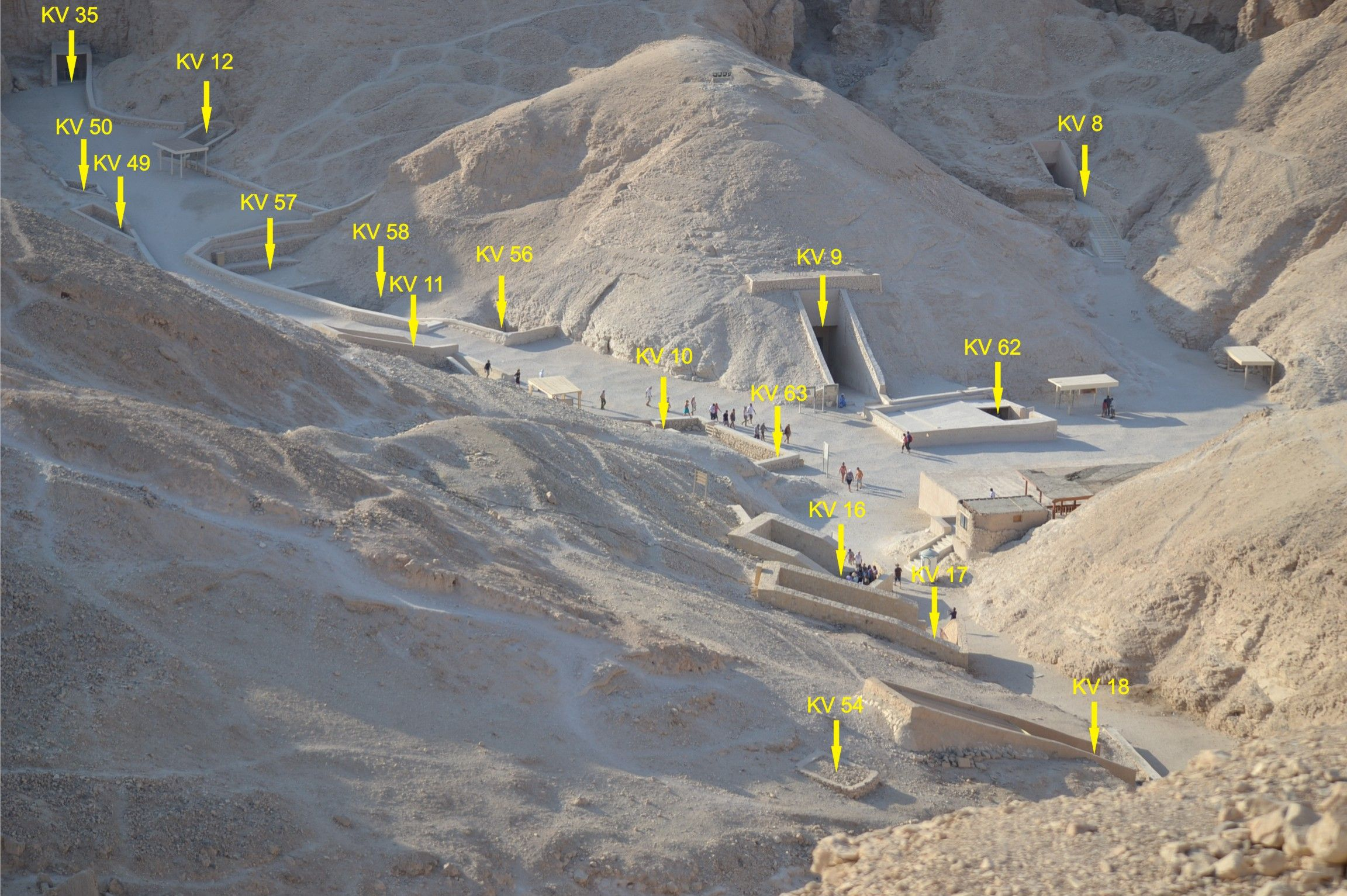
Localización de la Tumba KV56

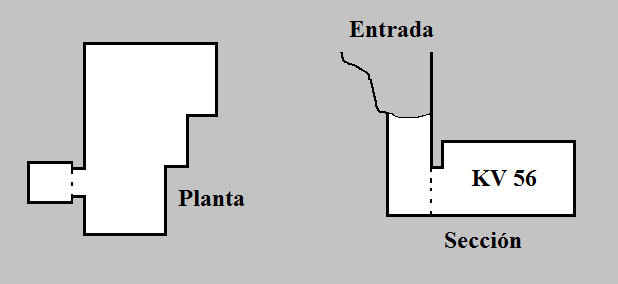
Plano de la tumba KV56

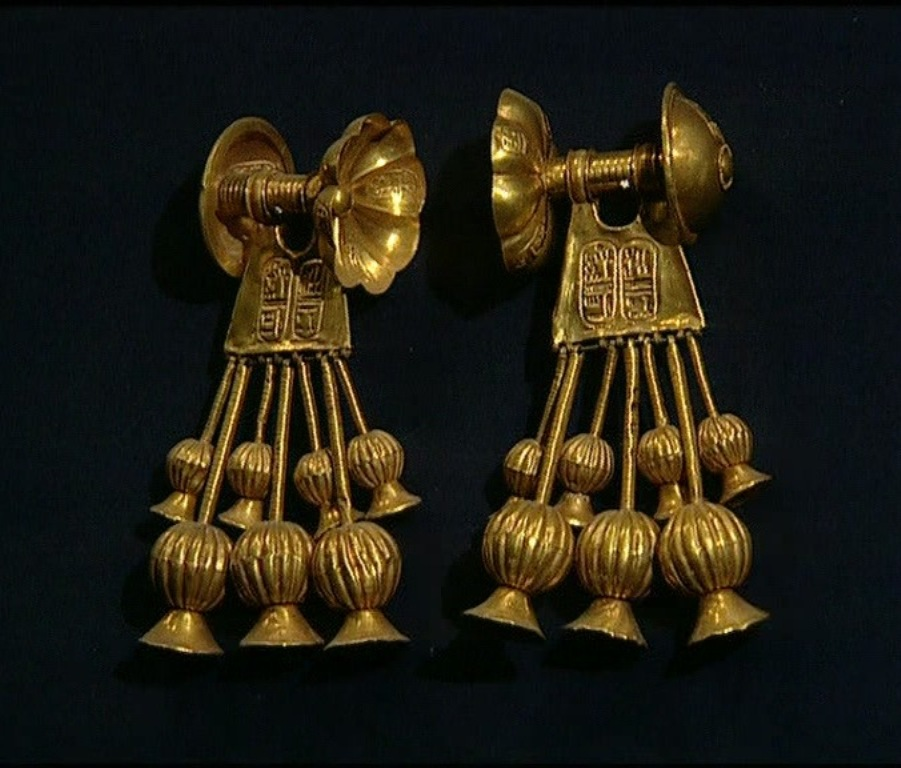
Pendientes de oro encontrados en KV56